# 고후정
고후정(일본어: 江府町)은 일본 돗토리현 히노군의 정이다.

## 인접한 자치체
- 돗토리현
  - 히노군 히노정
  - 사이하쿠군 호키정, 다이센정
  - 도하쿠군 고토우라정
  - 구라요시시

- 오카야마현
  - 마니와시
  - 마니와군 신조촌

## 역사
- 1953년 6월 1일 - 에비촌, 요네자와촌, 가나가와촌이 대등 합병해 고후정이 되었다.
- 1954년 4월 1일 - 닛코촌의 일부를 편입했다.

## 교통

### 철도
- 서일본 여객철도 하쿠비선

### 도로
- 요나고 자동차도(일본어판)
- 국도 제180호선
- 국도 제181호선
- 국도 제183호선